# Heworth (North Yorkshire)
Heworth – dzielnica miasta York, w Anglii, w hrabstwie ceremonialnym North Yorkshire, w dystrykcie (unitary authority) York. Leży 3 km na północny wschód od miasta York i 281 km na północ od Londynu.